# Jonas Aaen Jørgensen
Jonas Aaen Jørgensen (20 april 1986) is een Deens wielrenner die anno 2018 rijdt voor Riwal CeramicSpeed Cycling Team.
Ingevolge een zware val op training in Mallorca op 11 maart 2008 brak hij een vinger en miste hij een deel van het voorseizoen.

## Overwinningen
2007
2e etappe GP van Portugal
2e etappe deel B Triptyque des Monts et Châteaux
GP Stad Zottegem
2008
Vlaamse Havenpijl
2009
1e etappe Ronde van Loir-et-Cher
Scandinavian Race Uppsala
1e etappe Ringerike GP
 Deens kampioen ploegentijdrijden, Elite
4e en 5e etappe Ronde van Slowakije
2011
GP van Isbergues
2014
Scandinavian Race Uppsala

## Resultaten in voornaamste wedstrijden
| Jaar | Ronde van Italië | Ronde van Frankrijk | Ronde van Spanje |
| ---- | ---------------- | ------------------- | ---------------- |
| 2010 |                  |                     |                  |
| 2011 |                  |                     | 138e             |
| 2012 | 141e             |                     |                  |
| 2013 |                  |                     |                  |

| Jaar | Milaan-San Remo | Gent-Wevelgem | Ronde van Vlaanderen | Parijs-Roubaix | Amstel Gold Race | Luik-Bast.‑Luik |  | Wereldranglijsten |
| ---- | --------------- | ------------- | -------------------- | -------------- | ---------------- | --------------- |  | ----------------- |
| 2010 |                 | 93e           |                      |                | opgave           | opgave          |  |                   |
| 2011 |                 | 109e          | 27e                  | 63e            | opgave           |                 |  | 198e (UWT)        |
| 2012 | opgave          | 32e           | 102e                 | opgave         |                  |                 |  |                   |
| 2013 | 57e             |               | opgave               | 94e            |                  |                 |  |                   |

## Ploegen
- 2006 –  Team GLS
- 2007 –  Team GLS
- 2008 –  Team GLS-Pakke Shop
- 2009 –  Team Capinordic
- 2010 –  Team Saxo Bank
- 2011 –  Saxo Bank Sungard
- 2012 –  Team Saxo Bank-Tinkoff Bank [a]
- 2013 –  Team Saxo-Tinkoff
- 2014 –  Riwal Platform Cycling Team
- 2015 –  Riwal Platform Cycling Team
- 2016 –  Riwal Platform Cycling Team
- 2017 –  Riwal Platform Cycling Team
- 2018 –  Riwal CeramicSpeed Cycling Team

1. ↑  Tot eind juni heette de ploeg Team Saxo Bank, maar na het aantrekken van Oleg Tinkov als cosponsor werd de naam veranderd.